# حادثه ایمو
حادثه ایمو، (همچنین به عنوان شورش ایمو یا شورش سربازان) خیزش خشونت‌آمیزی در سئول بود که در سال ۱۸۸۲  آغاز شد. این شورش در زبان ژاپنی با نام؛ جینگوُ گونران نیز شناخته می‌شود. خیزش در ابتدا توسط سربازان ارتش چوسان شروع شد و بعدا جمعیت گسترده‌ای از مخالفان به آن پیوستند.
این خیزش تا حدی در نتیجه حمایت پادشاه گوجونگ از اصلاحات، نوسازی و همچنین استخدام مستشاران نظامی ژاپنی اتفاق افتاد. برخی از منابع، جرقه این خیزش را شایعات احتمال ادغام افسران ژاپنی در ساختار جدید ارتش می دانند که موجب نگرانی و خشم بسیاری از سربازان کره‌ای شد. 
با اینحال، سرآغاز این خیزش، عمدتا پرداخت نشدن دستمزد سربازان شمرده می‌شود. در آن زمان، دستمزد سربازان ممکن بود با برنج پرداخت شود؛ زیرا از برنج به جای پول رایج استفاده می‌شد. و آنها در جیره خود شن و برنج خراب پیدا کرده بودند. 
شورشیان بسیاری از مقامات حکومتی را کشتند، منازل وزیران عالی رتبه دولت را ویران و کاخ چانگ دیوک گونگ را اشغال کردند. آنها همچنین به اعضای هیئت ژاپنی حمله کردند، تعدادی از آنها از جمله یک مستشار ژاپنی را به قتل رساندند و  الباقی به سختی فرار کردند.  
علاوه بر این، شورشیان برخی از مقامات را اعدام کردند آنها حتی توانستند که به کاخ سلطنتی برسانند و تلاش کردند تا ملکه مین را به قتل برسانند. مردم فقیر سئول نیز به شورش پیوستند و ملکه مین با لباس مبدل فرار کرد. 